# Eucalyptus cordata
Eucalyptus cordata är en myrtenväxtart som beskrevs av Jacques-Julien Houtou de La Billardière. Eucalyptus cordata ingår i släktet Eucalyptus och familjen myrtenväxter. Inga underarter finns listade i Catalogue of Life.

## Bildgalleri

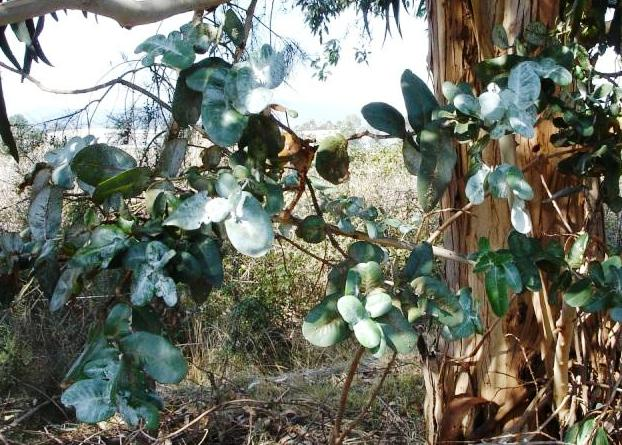
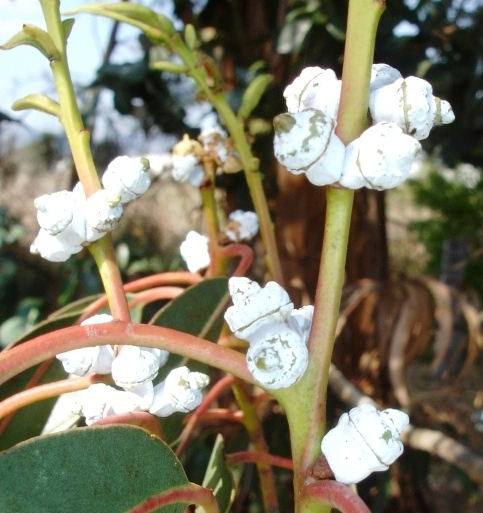